# Wyżni Rumanowy Stawek

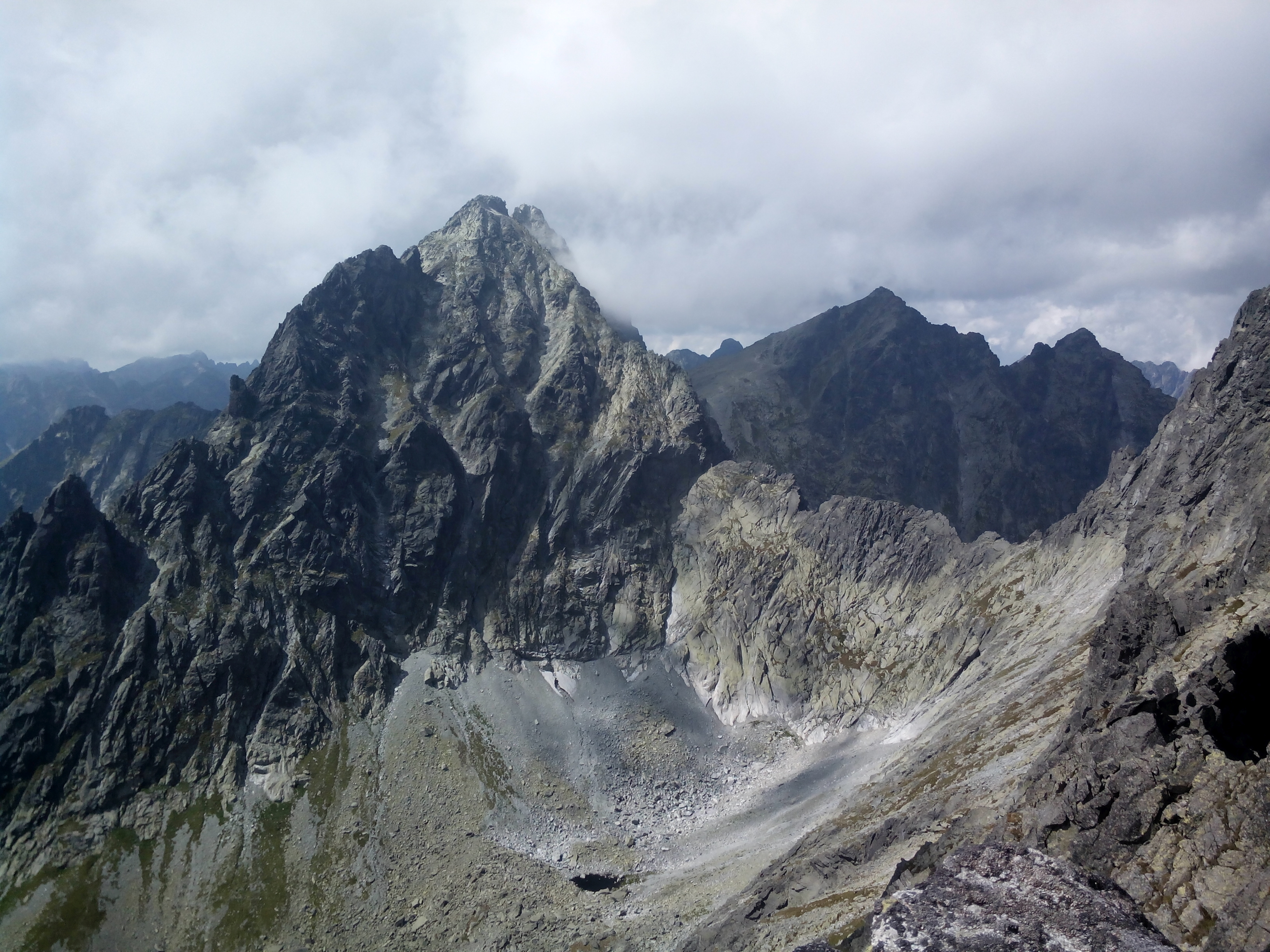

Wyżni Rumanowy Stawek (słow. Vyšné Rumanovo pliesko) – staw położony w Dolince Rumanowej, w słowackiej części Tatr Wysokich. Znajduje się na wysokości 2122 m n.p.m., pomiary pracowników TANAP-u z lat 60. XX w. wykazują, że jego powierzchnia to 0,041 ha i wymiary 32 × 19 m. Jest to najwyżej położony staw w Dolince Rumanowej (pozostałe to Rumanowy Staw i Rumanowe Oko). Leży w otoczeniu surowego, wysokogórskiego krajobrazu, wśród którego wybijają się takie szczyty jak Wysoka czy Ganek. Nie prowadzi do niego żaden znakowany szlak turystyczny.